# Château de Mettingham
Le château de Mettingham est un manoir fortifié de la paroisse de Mettingham, au nord du comté anglais de Suffolk.

## Histoire
Le château de Mettingham est créé par Sir John de Norwich, qui reçoit une licence pour créneler son manoir existant sur le site en 1342. La première maison se trouve dans un petit fossé, jusqu'à 15 pieds de large avec des talus de 6 pieds de haut; après avoir reçu l'autorisation de créneler, cependant, il construit une autre cour au nord de celle-ci, à nouveau entourée de douves, avec une porte au nord. Une autre cour entourée de douves est ensuite construite au sud. Une guérite de style édouardien forme l'entrée du château et complète un mur de pierre qui entoure la propriété. En 1562, il y a "des écuries, des logements pour les domestiques, une cuisine, un fournil, une brasserie, une malterie, des entrepôts et une salle à nefs" dans les murs du château.

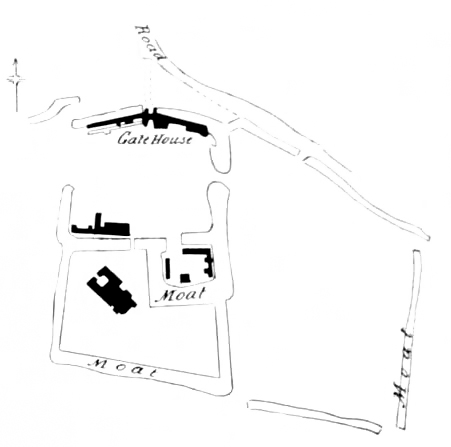
Un plan du château de la fin du XIXe siècle

Le château reste dans la famille de Sir John jusqu'en 1394, date à laquelle il est donné à un collège de chanoines séculiers de Norton, à proximité, qui établit le Mettingham College sur la petite cour à douves du château. Les moines reçoivent jusqu'à 13 garçons au château. Après la dissolution des monastères, la propriété est vendue à une série de propriétaires privés après 1542. Le château est en grande partie démoli au XVIIIe siècle pour faire place à une nouvelle ferme sur le site, qui dure jusqu'en 1880 environ, date à laquelle elle est démolie à son tour; la maison reconstruite sur le site réutilise des parties de la maçonnerie médiévale d'origine.
Aujourd'hui le site est un monument classé et un édifice classé de grade 2 ; la guérite subsiste encore, tout comme certains des murs de pierre et de nombreux fossés et terrassements environnants. Au XXIe siècle, un important projet de rénovation a lieu au château pour éviter l'aggravation des dégâts, avec une subvention de 330 000 £ par English Heritage.